# 斋藤隆夫
斋藤隆夫（日语：／ Saitō Takao，1870年9月13日—1949年10月7日），是日本大正与昭和时期政治家、帝国议会的众议员，也是立宪民政党成员。1870年9月13日，斋藤出生于但马国出石郡（今兵库县丰冈市）。1890年代，他就读于早稻田大学并且是当时极少数通过律师考试的人之一，其后他曾赴美在耶鲁大学短暂留学后因感染肺结核而不得不回国。斋藤自身体健康不佳后逐渐从学术研究转向了政治，他参加了1912年众议院选举并成功当选国会议员后一直连任到1940年因发表“反军演说”被众议院除名为止。
斋藤在党内是公认的“廉洁”之士，他在第二次护宪运动期间主张全面落实男性的普选权并且坚决维护宪政民主体制。随着1930年代军部右翼势力日益猖獗，斋藤虽然属于保守派人士，在原则上不反对明治宪法，但他明确反对以国家的名义干预经济事务；同时他也以激烈抨击军部的军国主义政策及其虚伪口号的“良心”政治家而闻名，1936年斋藤在议会发表“肃军演说”批判了自二二六事件以来越发严重的军人干政倾向，因此他深受反法西斯主义或社会主义倾向人士的拥护。
1940年2月2日，他发表“反军演说”，对日本在中国发动“圣战”的正当性提出了尖锐的批评和质疑，他强调政治的实用主义远比不切实际的冒进主义更重要，斋藤的演讲中攻击的主要目标即是以枢密院议长近卫文麿为首的主战派议员。因为此事导致众议院在1940年3月7日以压倒性多数票支持将他从议会除名，值得注意的是支持除名的赞成票中有不少人都是当时的改革派和进步人士，譬如后来成为日本社会党领袖的浅沼稻次郎。斋藤在两年后的1942年议会选举中以非翼赞派候选人重新当选议员，这也反映出他依旧在选民中广受欢迎。

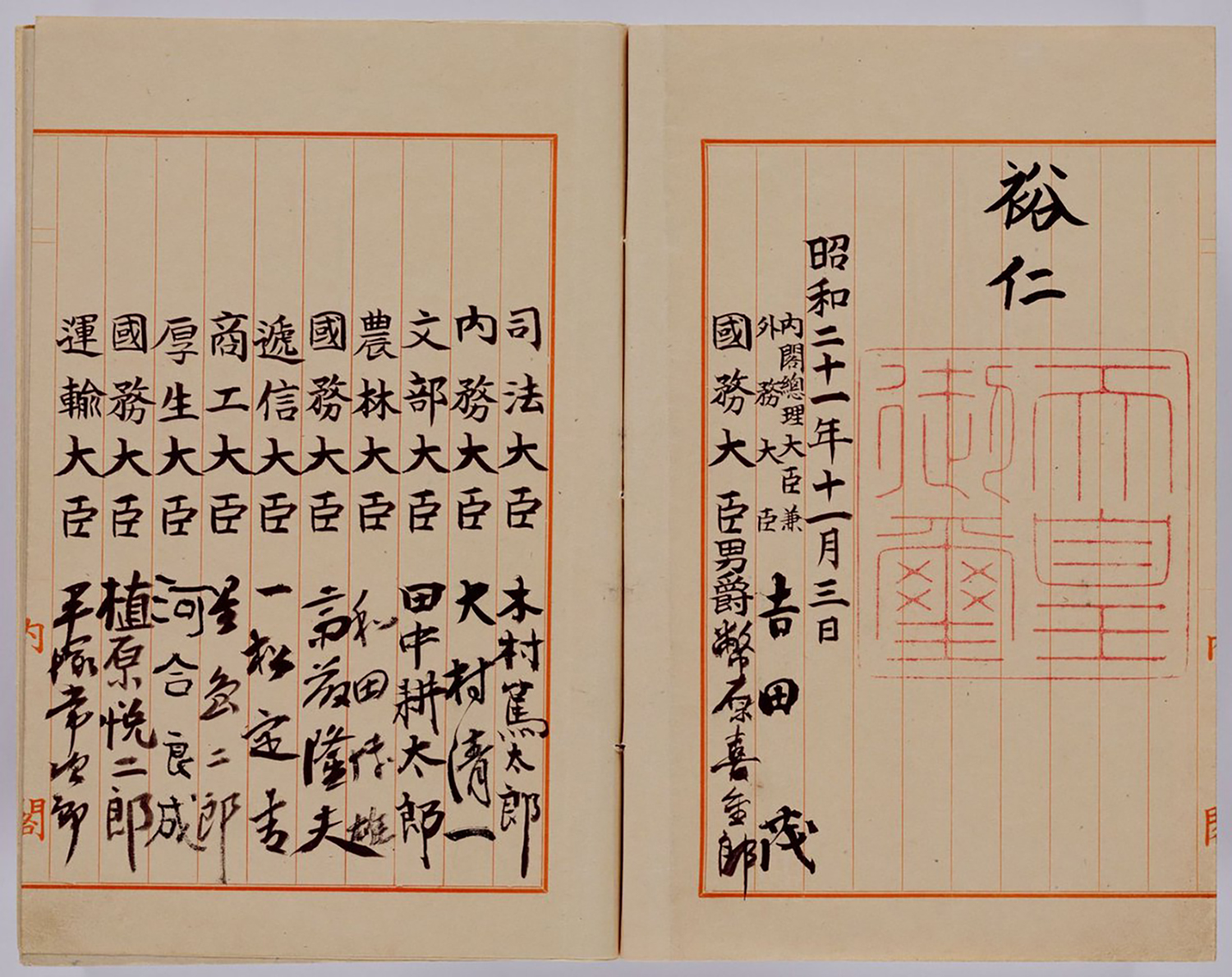
1946年参与副署日本国宪法的斋藤隆夫

1945年日本投降后，斋藤先后在第一次吉田内阁与片山内阁中担任国务大臣，继续致力于推进日本的民主化事业。他于1949年10月7日在东京病逝，享壽79岁。